# Pesca de largo
Pesca de largo é o tipo de pesca que se efectua para lá das 12 milhas da costa por embarcações de tonelagem superior a 100 TAB.
Este tipo de pesca pode ser praticado em águas internacionais ou nas ZEE estrangeiras. Está associado à utilização de navios de grande autonomia, equipados com tecnologias que permitem a transformação, conservação e congelação do pescado. Estas embarcações estão preparadas para passar meses no mar.